# Robert Kaserer
Robert Franz Kaserer (* 29. Jänner 1937 in Tschars) ist ein Südtiroler Politiker und Chronist.
Kaserer war von Beruf Grundschullehrer und engagierte sich ehrenamtlich als Ortschronist seines Heimatdorfs Tschars im Vinschgau. 1978 wurde er auf der Liste der Südtiroler Volkspartei erstmals in den Südtiroler Landtag und damit gleichzeitig den Regionalrat Trentino-Südtirol gewählt, denen er bis 1993 angehörte. Von Februar bis Dezember 1993 bekleidete er dabei kurzfristig das Amt des Landtagsvizepräsidenten. Ab 1990 half er beim Aufbau eines landesweiten Chronistenwesens mit; von 2010 bis 2013 fungierte er als erster Landeschronist, also als Interessenvertreter und Koordinator der Südtiroler Chronisten sowie Ansprechpartner für das Südtiroler Landesarchiv.